# Iveta Bartošová

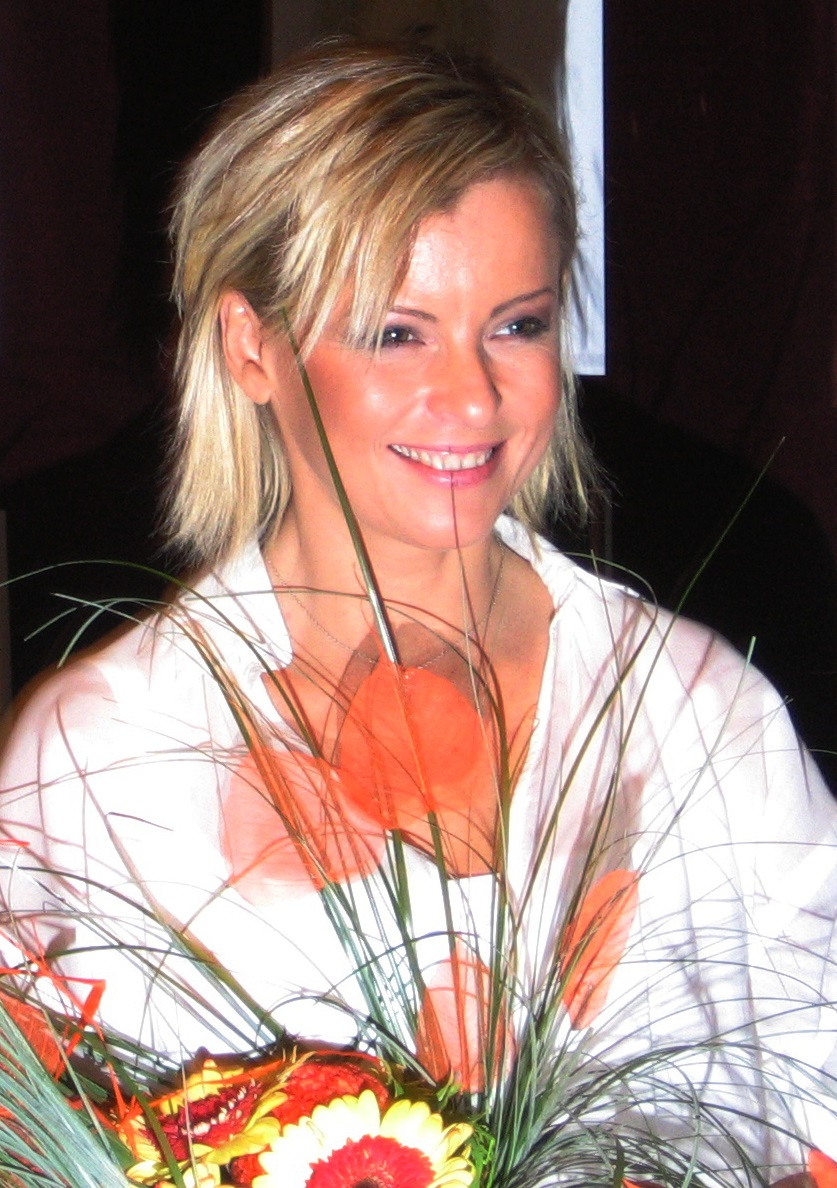
Iveta Bartošová.

Iveta Bartošová, född 8 april 1966 i Čeladná i Frýdek-Místek, död 29 april 2014 i Uhříněves i Prag, var en tjeckisk sångerska som framförallt var populär i Tjeckoslovakien på 1980-talet. Hennes mest kända låt är "Hej pane diskžokej".
Bartošová begick 2014 självmord genom att kasta sig framför ett framrusande tåg i kommundistriktet Uhříněves i sydöstra Prag.